# Лердо-де-Техада
Лердо-де-Техада (исп. Lerdo de Tejada) — город и муниципалитет в Мексике, входит в штат Веракрус.